# Europese kampioenschappen kunstschaatsen 2001
De Europese Kampioenschappen kunstschaatsen zijn wedstrijden die samen een jaarlijks terugkerend evenement vormen, georganiseerd door de Internationale Schaatsunie (ISU).
De kampioenschappen van 2001 vonden plaats van 22 tot en met 28 januari in Bratislava. Het was de eerste keer dat de kampioenschappen in Slowakije werden gehouden. Het was de derde keer dat een EK kampioenschap in Bratislava plaatsvond. In 1958 en 1966 vonden de EK kampioenschappen hier plaats in toen nog Tsjechoslowakije.
Voor de mannen was het de 93e editie, voor de vrouwen en paren was het de 65e editie en voor de ijsdansers de 48e editie.
| Programma | Programma          | Programma          | Programma           | Programma            | Programma          | Programma           | Programma         |
| --------- | ------------------ | ------------------ | ------------------- | -------------------- | ------------------ | ------------------- | ----------------- |
|           | maandag 22 januari | dinsdag 23 januari | woensdag 24 januari | donderdag 25 januari | vrijdag 26 januari | zaterdag 27 januari | zondag 28 januari |
| Paren     | korte kür          |                    | lange kür           |                      |                    |                     | Gala              |
| Mannen    | kwalificatie       | korte kür          |                     | lange kür            |                    |                     | Gala              |
| IJsdansen |                    | verplichte kür     |                     | originele kür        | lange kür          |                     | Gala              |
| Vrouwen   |                    |                    | kwalificatie        |                      | korte kür          | lange kür           | Gala              |

## Deelname
Alle Europese ISU-leden hadden het recht om één startplaats per discipline in te vullen. Extra startplaatsen (met een maximum van drie per discipline) zijn verdiend op basis van eindklasseringen op het EK van 2000
Drieëndertig landen schreven deelnemers in voor dit toernooi, zij zouden samen 116 startplaatsen invullen.
Voor België nam Kevin Van der Perren voor de tweede keer deel in het mannentoernooi en Ellen Mareels voor de tweede keer deel in het vrouwentoernooi. Voor Nederland nam Karen Venhuizen voor de tweede keer deel in het vrouwentoernooi.
(Tussen haakjes het totaal aantal startplaatsen over de vier disciplines.)
| Rusland (11) Oekraïne (9) Frankrijk (8) Duitsland (6) Italië (6) Polen (5) Azerbeidzjan (4) | Bulgarije (4) Estland (4) Hongarije (4) Israël (4) Litouwen (4) Slowakije (4) Tsjechië (4) | Armenië (3) Finland (3) Verenigd Koninkrijk (3) Wit-Rusland (3) Zwitserland (3) België (2) Georgië (2) | Griekenland (2) Joegoslavië (2) Kroatië (2) Oostenrijk (2) Roemenië (2) Slovenië (2) | Spanje (2) Zweden (2) Bosnië en Herzegovina (1) Letland (1) Nederland (1) Noorwegen (1) |

## Medaille verdeling
Bij de mannen prolongeerde de Rus Jevgeni Ploesjenko de Europese titel, het was zijn vierde medaille, in 1998 en 1999 werd hij tweede. Zijn landgenoot Aleksej Jagoedin werd net als in 2000 tweede, het was na zijn titels in 1998, 1999 ook zijn vierde medaille. De Fransman Stanick Jeannette op de derde plaats behaalde zijn eerste medaille bij het EK Kunstschaatsen.
Bij de vrouwen stonden voor het derde opeenvolgende jaar drie medaillewinnaars uit Rusland op het erepodium, het was voor de vijfde keer dat de drie medaillewinnaars uit één land afkomstig waren, in 1939 (Verenigd Koninkrijk) en 1957 (Oostenrijk) gebeurde dit eerder. Het erepodium was een kopie van het voorgaande jaar. Het was voor de vijfde keer in het vrouwentoernooi dat dit plaatsvond na 1938, 1952, 1987 en 1988. In 1980 was het podium een kopie van het EK van 1977. Irina Sloetskaja veroverde haar vierde Europese titel, in 1996, 1997 en 2000 werd ze ook kampioen. Het was haar vijfde medaille, in 1998 werd ze tweede. Maria Butyrskaya op plaats twee veroverde ook haar vijfde medaille, in 1996 werd ze derde, in 1998 en 1999 Europees kampioen en in 2000 ook tweede. Viktoria Voltsjkova werd net als in 1999 en 2000 derde, het was haar derde medaille.
Bij de paren veroverde Russische paar Yelena Berezhnaya / Anton Sikharulidze na 1998 hun tweede Europese titel, en de titel van 2000 hun werd ontnomen wegens dopinggebruik. Het was hun derde medaille, in 1997 werden ze derde. Hun landgenoten Tatiana Totmianina / Maxim Marinin op plaats twee behaalden hun eerste medaille bij het EK Kunstschaatsen. Het Franse paar Sarah Abitbol / Stephane Bernadis behaalden hun vijfde medaille, in 1996, 1998, 1999 en 2000 werden ze ook derde.
Bij het ijsdansen werd het Italiaanse paar Barbara Fusar-Poli / Maurizio Margaglio het 21e paar die de Europese titel veroverden en het eerste paar uit Italië die deze titel behaalden. Het was hun tweede medaille, in 2000 werden ze tweede. De Europees kampioenen van 2000, het Franse paar Marina Anissina / Gwendal Peizerat, behaalden hun vierde medaille, in 1998 werden ze derde en in 1999 ook tweede. Het Russische paar op plaats drie, Irina Lobacheva / Ilia Averbukh, behaalde hun tweede medaille, in 1999 werden ze ook derde.
| Discipline | Goud                                    | Zilver                              | Brons                             |
| ---------- | --------------------------------------- | ----------------------------------- | --------------------------------- |
| Mannen     | Jevgeni Ploesjenko                      | Aleksej Jagoedin                    | Stanick Jeannette                 |
| Vrouwen    | Irina Sloetskaja                        | Maria Boetyrskaja                   | Viktoria Voltsjkova               |
| Paren      | Yelena Berezhnaya / Anton Sikharulidze  | Tatjana Totmjanina / Maksim Marinin | Sarah Abitbol / Stephane Bernadis |
| IJsdansen  | Barbara Fusar-Poli / Maurizio Margaglio | Marina Anissina / Gwendal Peizerat  | Irina Lobacheva / Ilia Averbukh   |

## Uitslagen
| #                      | naam (deelname)           | land                         | kwal. | korte kür | vrije kür | pc     |
| ---------------------- | ------------------------- | ---------------------------- | ----- | --------- | --------- | ------ |
| Goud                   | Jevgeni Ploesjenko (4)    | Vlag van Rusland             | 1A    | 1         | 1         | 2,0    |
| Zilver                 | Aleksej Jagoedin (6)      | Vlag van Rusland             | 1B    | 2         | 2         | 3,6    |
| Zilver                 | Jevgeni Ploesjenko (2)    | Vlag van Rusland             | 1B    | 3         | 2         | 4,2    |
| Brons                  | Stanick Jeannette (2)     | Vlag van Frankrijk           | 3B    | 5         | 3         | 7,2    |
| 4                      | Alexander Abt (3)         | Vlag van Rusland             | 2B    | 3         | 5         | 7,6    |
| 5                      | Sergej Davydov            | Vlag van Wit-Rusland         | 4A    | 6         | 7         | 12,2   |
| 6                      | Andrejs Vlascenko (7)     | Vlag van Duitsland           | 6A    | 4         | 8         | 12,8   |
| 7                      | Ivan Dinev (10)           | Vlag van Bulgarije           | 3A    | 13        | 4         | 13,0   |
| 8                      | Frédéric Dambier          | Vlag van Frankrijk           | 7B    | 9         | 6         | 14,2   |
| 9                      | Stéphane Lambiel          | Vlag van Zwitserland         | 5A    | 7         | 9         | 15,2   |
| 10                     | Robert Kazimir (5)        | Vlag van Slowakije           | 5B    | 11        | 10        | 18,6   |
| 11                     | Vachtang Moervanidze (6)  | Vlag van Georgië             | 8B    | 8         | 11        | 19,0   |
| 12                     | Markus Leminen (8)        | Vlag van Finland             | 7A    | 10        | 12        | 20,8   |
| 13                     | Vitaly Danilchenko (3)    | Vlag van Oekraïne            | 4B    | 17        | 13        | 24,8   |
| 14                     | Konstantin Kostin (3)     | Vlag van Letland             | 9A    | 12        | 16        | 26,8   |
| 15                     | Gheorghe Chiper (3)       | Vlag van Roemenië            | 2A    | 15        | 17        | 26,8   |
| 16                     | Silvio Smalun             | Vlag van Duitsland           | 12A   | 16        | 14        | 28,4   |
| 17                     | Sergei Rylov (3)          | Vlag van Azerbeidzjan        | 8A    | 14        | 18        | 29,6   |
| 18                     | Alexei Kozlov             | Vlag van Estland             | 6B    | 21        | 15        | 30,0   |
| 19                     | Robert Grzegorczyk (7)    | Vlag van Polen               | 14A   | 18        | 19        | 35,4   |
| 20                     | Michael Shmerkin (4)      | Vlag van Israël              | 10B   | 20        | 20        | 36,0   |
| 21                     | Kristoffer Berntsson (2)  | Vlag van Zweden              | 19B   | 24        | 21        | 39,0   |
| 22                     | Konstantin Tupikov        | Vlag van Oekraïne            | 12B   | 19        | 23        | 39,2   |
| 23                     | Kevin Van der Perren (2)  | Vlag van België              | 15B   | 22        | 22        | 41,2   |
| -                      | Dmitri Dmitrenko (8)      | Vlag van Oekraïne            | 10A   | 23        |           | t.z.t. |
| Vrije kür niet bereikt |                           |                              |       |           |           |        |
| 25                     | Zoltán Tóth               | Vlag van Hongarije           | 11B   | 25        |           |        |
| 26                     | Angelo Dolfini (3)        | Vlag van Italië              | 11A   | 27        |           |        |
| 27                     | Gregor Urbas              | Vlag van Slovenië            | 13A   | 26        |           |        |
| 28                     | Alan Street               | Vlag van Verenigd Koninkrijk | 13B   | 28        |           |        |
| 29                     | Hristo Turlakov (4)       | Vlag van Bulgarije           | 15A   | 29        |           |        |
| 30                     | Daniel Peinado (5)        | Vlag van Spanje              | 14B   | 30        |           |        |
| Alleen kwalificatie    |                           |                              |       |           |           |        |
| 31                     | Lukas Rakowski (3)        | Vlag van Tsjechië            | 16A   |           |           |        |
| 31                     | Clemens Jonas (2)         | Vlag van Oostenrijk          | 16B   |           |           |        |
| 33                     | Panagiotis Markouizos (3) | Vlag van Griekenland         | 17A   |           |           |        |
| 33                     | Aidas Reklys (2)          | Vlag van Litouwen            | 17B   |           |           |        |
| 35                     | Milos Milanovic           | Vlag van Joegoslavië         | 18B   |           |           |        |

| #                      | naam (deelname)              | land                         | kwal. | korte kür | vrije kür | pc     |
| ---------------------- | ---------------------------- | ---------------------------- | ----- | --------- | --------- | ------ |
| Goud                   | Irina Sloetskaja (6)         | Vlag van Rusland             | 1A    | 1         | 1         | 2,0    |
| Zilver                 | Maria Boetyrskaja (9)        | Vlag van Rusland             | 1B    | 3         | 2         | 4,2    |
| Brons                  | Viktoria Voltsjkova (3)      | Vlag van Rusland             | 5A    | 2         | 5         | 8,2    |
| 4                      | Elena Liashenko (8)          | Vlag van Oekraïne            | 2A    | 6         | 4         | 8,4    |
| 5                      | Sarah Meier (2)              | Vlag van Zwitserland         | 3A    | 5         | 6         | 10,2   |
| 6                      | Júlia Sebestyén (5)          | Vlag van Hongarije           | 4B    | 11        | 3         | 11,2   |
| 7                      | Elina Kettunen               | Vlag van Finland             | 4A    | 10        | 7         | 14,6   |
| 8                      | Galina Maniachenko (2)       | Vlag van Oekraïne            | 5B    | 7         | 10        | 16,2   |
| 9                      | Vanessa Gusmeroli (6)        | Vlag van Frankrijk           | 6B    | 4         | 14        | 18,8   |
| 10                     | Vanessa Giunchi              | Vlag van Italië              | 8B    | 13        | 8         | 19,0   |
| 11                     | Silvia Fontana (5)           | Vlag van Italië              | 6A    | 9         | 13        | 20,8   |
| 12                     | Susanne Stadlmüller          | Vlag van Duitsland           | 9B    | 12        | 12        | 22,8   |
| 13                     | Zuzana Babiakova-Paurova (5) | Vlag van Slowakije           | 11B   | 14        | 11        | 23,8   |
| 14                     | Tamara Dorofejev (2)         | Vlag van Hongarije           | 7B    | 22        | 9         | 25,0   |
| 15                     | Sabina Wojtala (4)           | Vlag van Polen               | 3B    | 15        | 18        | 28,2   |
| 16                     | Hristina Vassileva           | Vlag van Bulgarije           | 12B   | 18        | 15        | 30,6   |
| 17                     | Zoe Jones                    | Vlag van Verenigd Koninkrijk | 7A    | 17        | 19        | 32,0   |
| 18                     | Anna Wenzel                  | Vlag van Oostenrijk          | 13B   | 21        | 16        | 33,8   |
| 19                     | Alisa Drei (5)               | Vlag van Finland             | 9A    | 23        | 17        | 34,4   |
| 20                     | Lenka Seniglova              | Vlag van Tsjechië            | 10B   | 19        | 20        | 35,4   |
| 21                     | Karen Venhuizen (2)          | Vlag van Nederland           | 12A   | 16        | 21        | 35,4   |
| 22                     | Idora Hegel (3)              | Vlag van Kroatië             | 8A    | 20        | 23        | 38,2   |
| 23                     | Joelija Vorobjova (8)        | Vlag van Kroatië             | 10A   | 25        | 22        | 41,0   |
| -                      | Julia Soldatova (3)          | Vlag van Wit-Rusland         | 2B    | 8         |           | t.z.t. |
| Vrije kür niet bereikt |                              |                              |       |           |           |        |
| 25                     | Klara Bramfeldt (4)          | Vlag van Zweden              | 14B   | 24        |           |        |
| 26                     | Roxana Luca (3)              | Vlag van Roemenië            | 11A   | 27        |           |        |
| 27                     | Anja Bratec                  | Vlag van Slovenië            | 14A   | 26        |           |        |
| 28                     | Darya Zuravicky              | Vlag van Israël              | 13A   | 28        |           |        |
| 29                     | Olga Vassiljeva (5)          | Vlag van Estland             | 15B   | 29        |           |        |
| -                      | Kaja Hanevold (7)            | Vlag van Noorwegen           | 15A   |           |           | t.z.t. |
| Alleen kwalificatie    |                              |                              |       |           |           |        |
| 31                     | Ellen Mareels (2)            | Vlag van België              | 16A   |           |           |        |
| 31                     | Melania Albea (2)            | Vlag van Spanje              | 16B   |           |           |        |
| 33                     | Julia Selepen                | Vlag van Letland             | 17A   |           |           |        |
| 33                     | Yulia Lebedeva (2)           | Vlag van Armenië             | 17B   |           |           |        |
| 35                     | Anna Chatziathanassiou (2)   | Vlag van Griekenland         | 18B   |           |           |        |

| #      | naam (deelname)                               | land                  | verpl. kür | vrije kür | pc     |
| ------ | --------------------------------------------- | --------------------- | ---------- | --------- | ------ |
| Goud   | Yelena Berezhnaya (8) Anton Sikharulidze (7)  | Vlag van Rusland      | 1          | 1         | 1,5    |
| Zilver | Tatjana Totmjanina (3) Maksim Marinin (3)     | Vlag van Rusland      | 3          | 2         | 3,5    |
| Brons  | Sarah Abitbol (9) Stephane Bernadis (9)       | Vlag van Frankrijk    | 2          | 3         | 4,0    |
| 4      | Maria Petrova (5) Aleksej Tichonov (3)        | Vlag van Rusland      | 4          | 4         | 6,0    |
| 5      | Sabrina Lefrancois (2) Jerome Blanchard       | Vlag van Frankrijk    | 6          | 5         | 8,0    |
| 6      | Aliona Savchenko (2) Stanislav Morozov (4)    | Vlag van Oekraïne     | 7          | 6         | 9,5    |
| 7      | Olga Bestandigova (5) Jozef Bestandig (5)     | Vlag van Slowakije    | 8          | 7         | 11,0   |
| 8      | Inga Rodionova (5) Andrei Krukov (2)          | Vlag van Azerbeidzjan | 9          | 9         | 13,5   |
| 9      | Mariana Kautz (3) Norman Jeschke (3)          | Vlag van Duitsland    | 12         | 8         | 14,0   |
| 10     | Viktoria Shklover (2) Valids Mintals (5)      | Vlag van Estland      | 10         | 10        | 15,0   |
| 11     | Michaela Krutska Marek Sedlmajer (2)          | Vlag van Tsjechië     | 14         | 11        | 18,0   |
| 12     | Maria Krasiltseva (5) Artem Zhachkov (3)      | Vlag van Armenië      | 13         | 12        | 18,5   |
| 13     | Ivana Durin Andrei Maximov                    | Vlag van Joegoslavië  | 15         | 13        | 20,5   |
| -      | Dorota Zagórska (8) Mariusz Siudek (10)       | Vlag van Polen        | 5          |           | t.z.t. |
| -      | Tatiana Chuvaeva (2) Dmitri Palamartsjoek (4) | Vlag van Oekraïne     | 11         |           | t.z.t. |

| #                      | naam (deelname)                                 | land                           | verpl. kür 1 | verpl. kür 2 | orig. kür | vrije kür | pc   |
| ---------------------- | ----------------------------------------------- | ------------------------------ | ------------ | ------------ | --------- | --------- | ---- |
| Goud                   | Barbara Fusar-Poli (8) Maurizio Margaglio (7)   | Vlag van Italië                | 2            | 1            | 1         | 1         | 2,2  |
| Zilver                 | Marina Anissina (8) Gwendal Peizerat (9)        | Vlag van Frankrijk             | 1            | 2            | 2         | 3         | 4,8  |
| Brons                  | Irina Lobacheva (7) Ilia Averbukh (7)           | Vlag van Rusland               | 3            | 3            | 3         | 2         | 5,0  |
| 4                      | Margarita Drobiazko (10) Povilas Vanagas (10)   | Vlag van Litouwen              | 4            | 4            | 4         | 4         | 8,0  |
| 5                      | Galit Chait (5) Sergei Sakhnovski (5)           | Vlag van Israël                | 5            | 5            | 5         | 5         | 10,0 |
| 6                      | Kati Winkler (7) Rene Lohse (7)                 | Vlag van Duitsland             | 6            | 6            | 6         | 6         | 12,0 |
| 7                      | Olena Hroesjyna (6) Roeslan Hontsjarov (6)      | Vlag van Oekraïne              | 7            | 8            | 7         | 7         | 14,2 |
| 8                      | Albena Denkova (8) Maksim Staviski (4)          | Vlag van Bulgarije             | 8            | 7            | 8         | 9         | 16,8 |
| 9                      | Tatjana Navka (7) Roman Kostomarov (3)          | Vlag van Rusland               | 9            | 9            | 9         | 8         | 17,0 |
| 10                     | Isabelle Delobel (4) Olivier Schoenfelder (4)   | Vlag van Frankrijk             | 10           | 10           | 10        | 10        | 20,0 |
| 11                     | Sylwia Nowak (7) Sebastian Kolasiński (7)       | Vlag van Polen                 | 11           | 11           | 11        | 11        | 22,0 |
| 12                     | Marika Humphreys (4) Vitaly Baranov             | Vlag van Verenigd Koninkrijk   | 13           | 13           | 13        | 12        | 25,0 |
| 13                     | Eliane Hugentobler (4) Daniel Hugentobler (4)   | Vlag van Zwitserland           | 12           | 12           | 12        | 13        | 25,0 |
| 14                     | Alia Ouabdelsselam Benjamin Delmas              | Vlag van Frankrijk             | 14           | 14           | 14        | 14        | 28,0 |
| 15                     | Gloria Agogliati Luciano Milo (2)               | Vlag van Italië                | 15           | 15           | 15        | 15        | 30,0 |
| 16                     | Kristin Fraser Igor Loekanin (2)                | Vlag van Azerbeidzjan          | 17           | 18           | 16        | 17        | 33,6 |
| 17                     | Natalia Gudina (2) Alexei Beletsky              | Vlag van Israël                | 18           | 17           | 18        | 16        | 33,8 |
| 18                     | Zita Gebora (2) Andras Visontai (2)             | Vlag van Hongarije             | 16           | 16           | 17        | 18        | 34,6 |
| 19                     | Katerina Kovalova (2) David Szurman (2)         | Vlag van Tsjechië              | 20           | 19           | 19        | 19        | 38,2 |
| 20                     | Valentina Anselmi Fabrizio Pedrazzini           | Vlag van Italië                | 21           | 21           | 20        | 20        | 40,4 |
| 21                     | Stephanie Rauer (4) Thomas Rauer (4)            | Vlag van Duitsland             | 19           | 22           | 21        | 21        | 41,8 |
| 22                     | Aleksandra Kauc Filip Bernadowski               | Vlag van Polen                 | 22           | 20           | 22        | 24        | 45,6 |
| 23                     | Alla Beknazarova Yuri Kocherzhenko              | Vlag van Oekraïne              | 23           | 25           | 24        | 22        | 46,0 |
| 24                     | Zuzana Durkovska (2) Marian Mesaros (4)         | Vlag van Slowakije             | 24           | 23           | 23        | 23        | 46,2 |
| Vrije kür niet bereikt |                                                 |                                |              |              |           |           |      |
| 25                     | Anna Mosenkova (6) Sergei Sychov (2)            | Vlag van Estland               | 27           | 24           | 25        |           |      |
| 26                     | Tiffany Hyden (2) Vazgen Azrojan (2)            | Vlag van Armenië               | 25           | 26           | 26        |           |      |
| 27                     | Alissa De Carbonnel (2) Alexander Malkov (2)    | Vlag van Wit-Rusland           | 26           | 27           | 27        |           |      |
| 28                     | Kamilla Szolnoki Dejan Illes                    | Vlag van Kroatië               | 28           | 28           | 28        |           |      |
| 29                     | Tatiana Siniaver Tornike Tukvadze               | Vlag van Georgië               | 29           | 29           | 29        |           |      |
| 30                     | Ana Galitch (2) Andrei Griazev (2)              | Vlag van Bosnië en Herzegovina | 30           | 31           | 30        |           |      |
| 32                     | Dominyka Valiukeviciute (2) Aurimas Radisauskas | Vlag van Litouwen              | 31           | 30           | 31        |           |      |

Medaillewinnaars

Mannen · 
Vrouwen ·
Paren · 
IJsdansen

Toernooi

1891 · 
1892 · 
1893 · 
1894 · 
1895 · 
1896-1897 · 
1898 · 
1899 · 
1900 · 
1901 · 
1902-1903 · 
1904 · 
1905 · 
1906 · 
1907 · 
1908 · 
1909 · 
1910 · 
1911 · 
1912 · 
1913 · 
1914 · 
1915-1921 · 
1922 · 
1923 · 
1924 · 
1925 · 
1926 · 
1927 · 
1928 · 
1929 · 
1930 · 
1931 · 
1932 · 
1933 · 
1934 · 
1935 · 
1936 · 
1937 · 
1938 · 
1939 ·
1940-1946 · 
1947 · 
1948 · 
1949 · 
1950 · 
1951 · 
1952 · 
1953 · 
1954 · 
1955 · 
1956 · 
1957 · 
1958 · 
1959 · 
1960 · 
1961 · 
1962 · 
1963 · 
1964 · 
1965 · 
1966 · 
1967 · 
1968 · 
1969 · 
1970 · 
1971 · 
1972 · 
1973 · 
1974 · 
1975 · 
1976 · 
1977 · 
1978 · 
1979 · 
1980 · 
1981 · 
1982 · 
1983 · 
1984 · 
1985 · 
1986 · 
1987 · 
1988 · 
1989 · 
1990 · 
1991 · 
1992 · 
1993 · 
1994 · 
1995 ·
1996 · 
1997 · 
1998 · 
1999 · 
2000 · 
2001 · 
2002 · 
2003 · 
2004 · 
2005 · 
2006 ·
2007 ·
2008 ·
2009 ·
2010 ·
2011 ·
2012 ·
2013 ·
2014 ·
2015 ·
2016 ·
2017 ·
2018 ·
2019 ·
2020 ·
2021 · 
2022 · 
2023 · 
2024 · 
2025

WK kunstschaatsen ·
WK kunstschaatsen junioren ·
Viercontinentenkampioenschap ·
Olympische Spelen